# Фэрвью (Вайоминг)
Фэрвью (англ. Fairview, Wyoming) — статистически обособленная местность, расположенная в округе Линкольн (штат Вайоминг, США) с населением в 277 человек по статистическим данным переписи 2000 года.

## География
По данным Бюро переписи населения США статистически обособленная местность Фэрвью имеет общую площадь в 7,25 квадратных километров, водных ресурсов в черте населённого пункта не имеется.
Статистически обособленная местность Фэрвью расположена на высоте 1892 метра над уровнем моря.

## Демография
По данным переписи населения 2000 года в Фэрвью проживало 277 человек, 63 семьи, насчитывалось 81 домашнее хозяйство и 91 жилой дом. Средняя плотность населения составляла около 38,6 человек на один квадратный километр. Расовый состав Фэрвью по данным переписи распределился следующим образом: 99,64 % белых, 0,36 % — азиатов. Испаноговорящие составили 1,81 % от всех жителей статистически обособленной местности.
Из 81 домашних хозяйств в 56,8 % — воспитывали детей в возрасте до 18 лет, 72,8 % представляли собой совместно проживающие супружеские пары, в 6,2 % семей женщины проживали без мужей, 21,0 % не имели семей. 11,1 % от общего числа семей на момент переписи жили самостоятельно, при этом 7,4 % составили одинокие пожилые люди в возрасте 65 лет и старше. Средний размер домашнего хозяйства составил 3,42 человек, а средний размер семьи — 3,92 человек.
Население статистически обособленной местности по возрастному диапазону по данным переписи 2000 года распределилось следующим образом: 41,5 % — жители младше 18 лет, 7,6 % — между 18 и 24 годами, 27,8 % — от 25 до 44 лет, 15,5 % — от 45 до 64 лет и 7,6 % — в возрасте 65 лет и старше. Средний возраст жителей составил 26 лет. На каждые 100 женщин в Фэрвью приходилось 92,4 мужчин, при этом на каждые сто женщин 18 лет и старше приходилось 100,0 мужчин также старше 18 лет.
Средний доход на одно домашнее хозяйство в статистически обособленной местности составил 35 568 долларов США, а средний доход на одну семью — 36 477 долларов. При этом мужчины имели средний доход в 34 750 долларов США в год против 20 313 долларов среднегодового дохода у женщин. Доход на душу населения в статистически обособленной местности составил 8322 доллара в год. 14,0 % от всего числа семей в округе и 14,1 % от всей численности населения находилось на момент переписи населения за чертой бедности, включая 16,4 % жителей младше 18.